# تپه قلعه آغایی
تپه قلعه آغایی مربوط به دوره اشکانیان - دوره ساسانیان است و در شهرستان بانه، بخش ننور، دهستان ننور، روستای عباس‌آباد واقع شده و این اثر در تاریخ ۲۶ اسفند ۱۳۸۶ با شمارهٔ ثبت ۲۲۲۴۱ به‌عنوان یکی از آثار ملی ایران به ثبت رسیده است.